# سردر مسی تل العبید
سردر مسی تل العبید یا نقش برجسته ایمدوگود (یا آنزو) یک تابلوی مسی بزرگ است که در شهر باستانی سومری تل العبید در جنوب عراق یافت شده‌است. این کتیبه که توسط باستان‌شناس انگلیسی، هنری هال، در سال ۱۹۱۹ کاوش شد، یکی از بزرگ‌ترین مجسمه‌های فلزی باقی مانده از بین النهرین باستان است که اکنون در موزه بریتانیا نگهداری می‌شود.

## کشف
این مجسمه در سال ۱۹۱۹ در پایه یک معبد ساخته شده از گل و آجر، در محل تمدن باستانی سومر، تل العبید، نزدیک به شهر باستانی اور در جنوب عراق کشف شد. باستان شناسان بر اساس کتیبه‌ها و مجسمه‌های موجود دریافته اند که معبد به الهه نینهورساگ تقدیم شده‌است.
بر اساس جایی که در ابتدا پیدا شد، فرض شد که این مجسمه مسی، در بالای در معبد و در معرض دید روحانیان قرار داشته باشد. بلافاصله پس از کشف، این مجسمه به عنوان بخشی از سهم موزه بریتانیا از یافته‌ها، به لندن فرستاده شد.

## شرح
این اثر فلزی بی نظیر بعد از کشف آن توسط مرمت گران آثار باستای بازسازی شد. شخصیت مرکزی در این مجسمه، یک عقاب با سر شیر یا همان ایمدوگود را که نماد خدای نینگیرسو است، نشان می‌دهد. در دو طرف آن، دو گوزن قرار دارند و که سر یکی از آن‌ها مرمت شده‌است. این نقش برجسته از یک قطعه مس بسیار بزرگ ساخته شده‌است و چنین به نظر می‌رسد که از پس زمینه آن جدا است. سالم ماندن یک شی با این اندازه غیرمعمول است زیرا اکثر آثار دست‌ساز هنری دوران باستان برای دسترسی به طلای آن‌ها ذوب شده بودند.